# معتمدية قربة
معتمدية قربة إحدى معتمديات الجمهورية التونسية، تابعة لولاية نابل.

### مواضيع ذات علاقة
- ولاية نابل.

1. 1 2 3 4 5 6 7 8  "المناطق الترابية (العمادات) حسب الولايات والمعتمديات". اطلع عليه بتاريخ 2024-11-30.